# Thymoites illudens
Thymoites illudens là một loài nhện trong họ Theridiidae.
Loài này thuộc chi Thymoites. Thymoites illudens được Willis J. Gertsch & Mulaik miêu tả năm 1936.